# Monstera acuminata
Monstera acuminata — це вид квіткової рослини родини ароїдних, яка широко поширена від Мексики до Центральної Америки Він поширений у центральній частині Петена і простягається на північ до Сан-Луїс-Потосі, що робить його найпівнічнішим видом монстери.

## Опис
Monstera acuminata проростає в землі і росте горизонтально як низька розпростерта трава. Юнацька рослина набагато менша і має серцеподібну форму з товстими, округлими, восковими листками, які ростуть у два ряди і перекривають один одного з еліптичним у поперечному перерізі стеблом і міжвузлями 1–5 см завдовжки та асиметричними листками.
Коли рослина стикається зі стовбуром дерева, то використовує свої агеотропні кріпильні корені, щоб рости вертикально. Доросла рослина виглядає схожою на рослину Monstera deliciosa. Листки гладкі або папілозні стебла 2–3,5 см завтовшки з міжвузлями 6–11 см завдовжки. Підростаючи вгору, основа стебла геміепіфіта відмирає і загниває, втрачаючи при цьому зв'язок з ґрунтом.